# Карафа, Антонио (кардинал)
Антонио Карафа (итал. Antonio Caraffa; 25 марта 1538, Неаполь, Неаполитанское королевство — 13 января 1591, Рим, Папская область) — итальянский кардинал, племянник папы Павла IV. Префект Трибунала Апостольской Сигнатуры милости с 29 января 1569 по 13 января 1591. Библиотекарь Святой Римской Церкви с 6 октября 1585 по 13 января 1591. Префект Священной Конгрегации Тридентского собора с 1586 по 13 января 1591. Кардинал-дьякон с 24 марта 1568, с титулярной диаконией pro illa vice Сан-Эузебио с 5 апреля 1568 по 8 апреля 1573. Кардинал-дьякон с титулярной диаконией Санта-Мария-ин-Козмедин с 8 апреля 1573 по 8 ноября 1577. Кардинал-дьякон с титулярной диаконией Санта-Мария-ин-Виа-Лата с 8 ноября 1577 по 12 декабря 1583. Кардинал-протодьякон с 8 ноября 1577 по 12 декабря 1583. Кардинал-священник с титулом церкви Сан-Эузебио с 12 декабря 1583 по 28 ноября 1584. Кардинал-священник с титулом церкви Санти-Джованни-э-Паоло с  28 ноября 1584.

## Биография
Был председателем конгрегации, на которую был возложен труд исправления Библии и разъяснения постановлений Тридентского собора. Главная заслуга Карафа, как учёного, заключается в собрании декреталий и писем пап, от святого Климента до Григория VII. Кардинал-протектор Бенедиктинской Конгрегации Пресвятой Марии с горы Оливето с 9 апреля 1570. 